# バルンガン

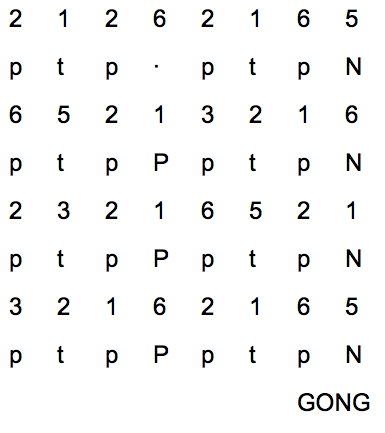
ラドラン形式のバルンガン楽器。GONGはゴング・アグンを示す。コロトミー構造無しの

バルンガン（ジャワ語: balungan）は、英語で「骨格（skeleton）」という意味であり、ジャワガムランにおける「基本となるメロディ」や「骨格たる旋律的輪郭」のこと。バルンガンは、ガムラン音楽がヘテロフォニックであるという考えに基づき、その中で変奏されていくメロディとなる。また、「演奏者がその内側で感じるメロディの要旨」となり、「ジャワ音楽で最もよく演奏されることが多い部分でありながら、単に演奏で使われやすいというだけの部分でもある」というものである。 
バルンガンに近いものをよく演奏するサロンとスレンテムを総称して、バルンガンまたはバルンガン楽器と呼ぶこともある。これらの楽器は、通常バルンガンを演奏するが、様々な技法でバルンガンを変奏することも可能である。ほとんどの演奏家はバルンガンはガムラン音楽に必須とするが、どの楽器もバルンガンを演奏しない状態で音楽を奏でることも可能ではある。 
バルンガンについては、様々な定義が提唱されていることもあり、長らく論争の種となっている。1オクターブしかないサロンで演奏されるメロディとされることもある一方、他の楽器での演奏形から導かれるより広いテッシトゥーラによって定義されることもある。こういった複数オクターブに渡るメロディは、ガムラン音楽で用いられる数字譜であるKepatihan記法により表記される。 
関連して、Sumarsamが使用するラグという言葉もある。これはしばしば「内側のメロディ」と解釈され、複数オクターブのバルンガンやより暗喩的なメロディのことを指し示すことができるが、どちらの用法についても決まった合意はなく、話者や文脈により異なる使われ方をされている。   

## 定義
Sumarsamによれば、バルンガンという用語は、記譜法が導入されてすぐ、記法や理論、音楽の伝授による用例で使われ出したとされる 。
- "The center of gravity of a gamelan composition, and the improviser's guideline, is a melody known as the 'skeleton' or 'framework' (balungan), played in a slow, even rhythm on [the]...saron."[7]
- "If the balungan is the same, then the elaborating parts should be the same."
- "The instrumental melody called balungan (literally, 'skeleton', 'outline')."[5]
- "The balungan gendhing is important-if not, indeed, the most important-factor in the practice of karawitan, because as the framework of the gendhing it gives a composition its basic shape, and is used as a frame of reference and point of departure for the playing of the gamelan instruments."